# Batman und Robin
Batman und Robin (OT The Batman) ist eine Abenteuer-Serie mit fünfzehn Einzelepisoden von Columbia Pictures aus dem Jahr 1943. Sie basiert auf den gleichnamigen, von Bob Kane und Bill Finger geschaffenen Comicfiguren. Am 19. Juni 1966 kam sie als Zusammenschnitt mit deutschen Untertiteln in westdeutschen Kinos zur Aufführung; Hintergrund war der Erfolg von Batman hält die Welt in Atem.

## Handlung
Batman und Robin finden heraus, dass der dubiose Dr. Tito Daka eigentlich ein japanischer Spion ist, der eine Maschine besitzt, mit deren Hilfe er den Geist der Menschen kontrollieren kann und sie somit in willenlose, zombieähnliche Sklaven verwandelt.
In seinem als Fun-Haus getarntem Hauptquartier aber arbeitet Dr. Daka an einer weitaus teuflischeren Erfindung: einer Radiumkanone, mit deren Hilfe er das ganze Land unter seine Herrschaft zwingen will. Das dynamische Duo setzt nun alles daran, ihm Einhalt zu gebieten. Als Batman und Robin in sein Versteck vordringen, müssen sie feststellen, dass sogar Linda Page, die Verlobte von Batmans Alter Ego Bruce Wayne, inzwischen zu einem von Dakas Zombie-Sklaven geworden ist.
Sie schalten seine Handlanger aus und überwältigen ihn, um ihn zu zwingen, den Zombie-Effekt an Linda und allen anderen Betroffenen rückgängig zu machen. Mit einem Messer, welches er in seinem Ärmel versteckt hatte, kann Daka sich befreien und nimmt Linda als Geisel. Während er zu entkommen versucht, bedeutet Batman Robin, den Schalter umzulegen, mit dem man den einzigen Ausgang verriegeln kann. Robin jedoch erwischt den falschen Schalter und eine Falltür öffnet sich. Daka stürzt in eine Grube voller hungriger Alligatoren in sein Verderben und das Land ist dank Batmans und Robins Eingreifen gerettet.

## Kritiken
„Zusammenschnitt aus mehreren Folgen einer naiv-utopischen Serie der 40er Jahre, die dem populären Comic-Strip nachempfunden wurde.“

„Unglaublich primitiv und dilettantisch gemachter zweiteiliger Fernsehfilm aus dem Jahr 1943, dem Comic-strips als Vorlage dienten. Ein Überbleibsel aus der Mottenkiste, das lediglich als Beispiel für den politischen Mißbrauch des Films angesehen werden kann.“

## Sonstiges
- In The Batman ist erstmals die Bathöhle (engl. Batcave) zu sehen. Diese, genauso wie der Geheimeingang hinter der Standuhr, wurden ob ihrer Wirksamkeit bereits kurz nach dem Film in die Comics übernommen.
- Da es wegen des sehr schmalen Budgets nicht möglich war, ein spezielles Batmobil zu kreieren, benutzen Batman und Robin denselben schwarzen Cadillac, in dem auch Bruce Wayne und sein Mündel Dick Grayson fahren. Butler Alfred fungiert sogar für beide Identitäten als Chauffeur.
- Der Film, der in der Zeit des Zweiten Weltkrieges entstand, enthält diverse Anspielungen gegen Japaner, die Kriegsgegner der USA waren.
- Aufgrund der strengen Bestimmungen, denen die Serials unterworfen waren, wurden Batman und Robin als Undercover-FBI-Agenten dargestellt, während sie in den Comics eigentlich Vigilanten sind. Die Bestimmungen hinderten die Drehbuchautoren auch daran, einen Gegenspieler aus Batmans üblicher Schurkengalerie zu verwenden.
- Alfred Pennyworth, Bruce Waynes/Batmans Butler, wurde in den frühen Comics als übergewichtiger und glattrasierter kleiner Mann präsentiert. William Austin, der den Charakter in The Batman darstellt, prägte mit seinem eleganten Schnurrbart und seiner hochgewachsenen schlanken Gestalt entscheidend das weitere Erscheinungsbild der Figur.